# Iljusjin Il-114
Iljusjin Il-114, förkortat Il-114 (ryskaː Ильюшин Ил-114), är ett flygplan konstruerat av flygtillverkaren Iljusjin med 2 stycken turbopropmotorer.
Il-114 liknar även det svenska flygplanet Saab 2000, både i storlek och utseende.

## Historia
Iljusjin Il-114 flög första gången 1990 och tillverkas bland annat i Uzbekistan.

## Användare
Flygbolag som flugit detta plan är Vyborg Airlines, idag[när?] flygs det av Uzbekistan Airways.

## Haverier
Planet har varit inblandad i två haverier, båda under utprovning av prototyper.

## Bilder

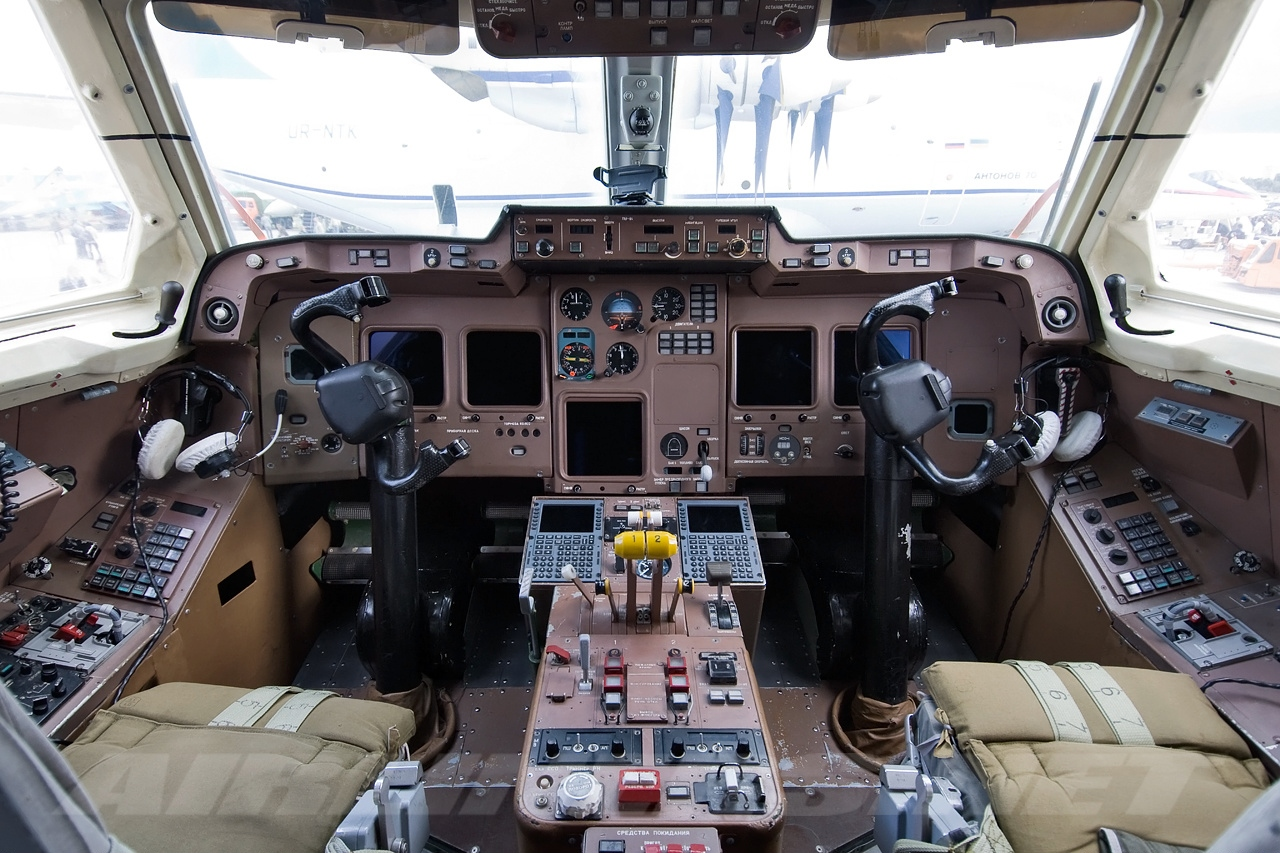
Cockpiten i en Iljusjin Il-114.